# Omsk Arena
Die Omsk Arena (russisch Арена-Омск) war eine Multifunktionshalle in der russischen Stadt Omsk in Sibirien, die 2007 eröffnet wurde und im September 2019 abgerissen wurde. In der Arena trug der ortsansässige Eishockeyklub HK Awangard Omsk aus der Kontinentalen Hockey-Liga (KHL) seine Heimspiele aus. Sie fasste zu Eishockeyspielen 10.318 Zuschauer. Für Konzerte standen 11.000 Plätze zur Verfügung.

## Geschichte
Bis 2012 war der Eigentümer der Arena Roman Abramowitsch, der das Gebäude im April 2012 an den HK Awangard Omsk übertrug. Die Arena war Austragungsort zweier Spiele der Super Series 2007 zwischen den Juniorennationalmannschaften Russlands und Kanadas. Mit der ersten Partie (2:6) wurde die Halle am 31. August 2007 eröffnet. Am Tag darauf verloren die Russen auch das zweite Spiel mit 2:4. Von 2011 bis 2013 fand in der Omsker Arena das Junioren-Eishockeyturnier Junior Club World Cup statt. In der KHL-Saison 2011/12 erreichte der HK Awangard Omsk die Endspiele um den Gagarin-Pokal gegen den OHK Dynamo aus Moskau und vier Partien wurden in der Halle von Omsk ausgetragen.
Im August 2018 wurden bei Bauarbeiten an der Arena Risse im Fundament des Gebäudes entdeckt. Das führte zu einer sofortigen Evakuierung und dauerhaften Sperrung des Gebäudes. Awangard Omsk entschied sich daraufhin, seine Heimspiele im 2.500 km entfernten Balaschicha (Oblast Moskau) in der Balaschicha-Arena auszutragen, nachdem der Klub andere Spielstätten wie die neue Arena in Krasnojarsk ausgeschlossen hatte.
Im März 2019 wurde entschieden, das bestehende Gebäude nur zwölf Jahre nach dessen Eröffnung abzureißen und durch einen Neubau zu ersetzen. Der Neubau wird durch Limak Marash, eine Arbeitsgemeinschaft des russischen Unternehmens Marashstroy mit der türkischen Unternehmensgruppe Limak Holding, errichtet.

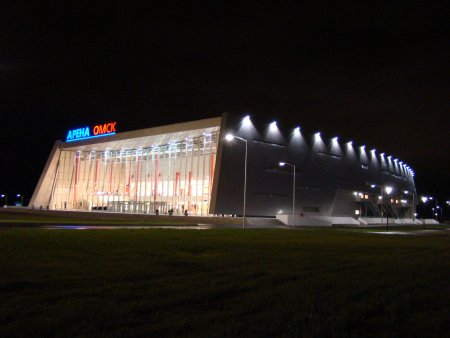
Außenansicht bei Nacht
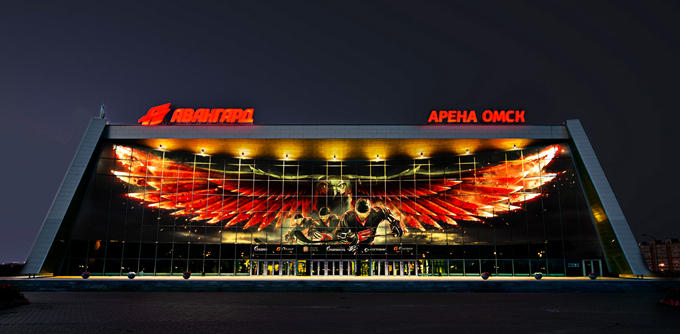
Außenansicht bei Nacht
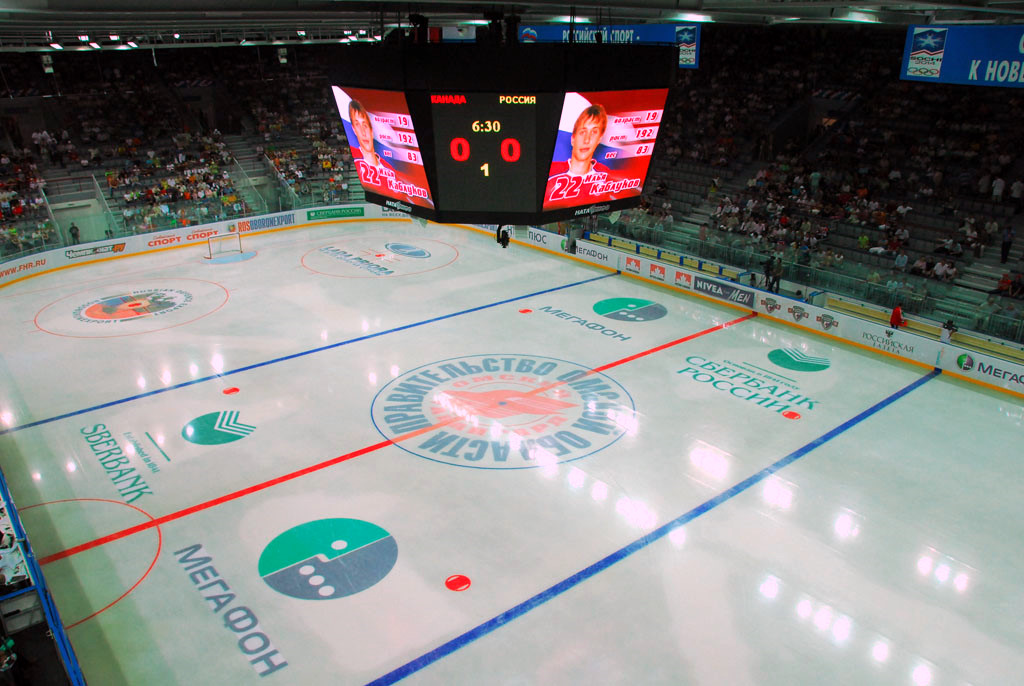
Innenraum der Omsk Arena
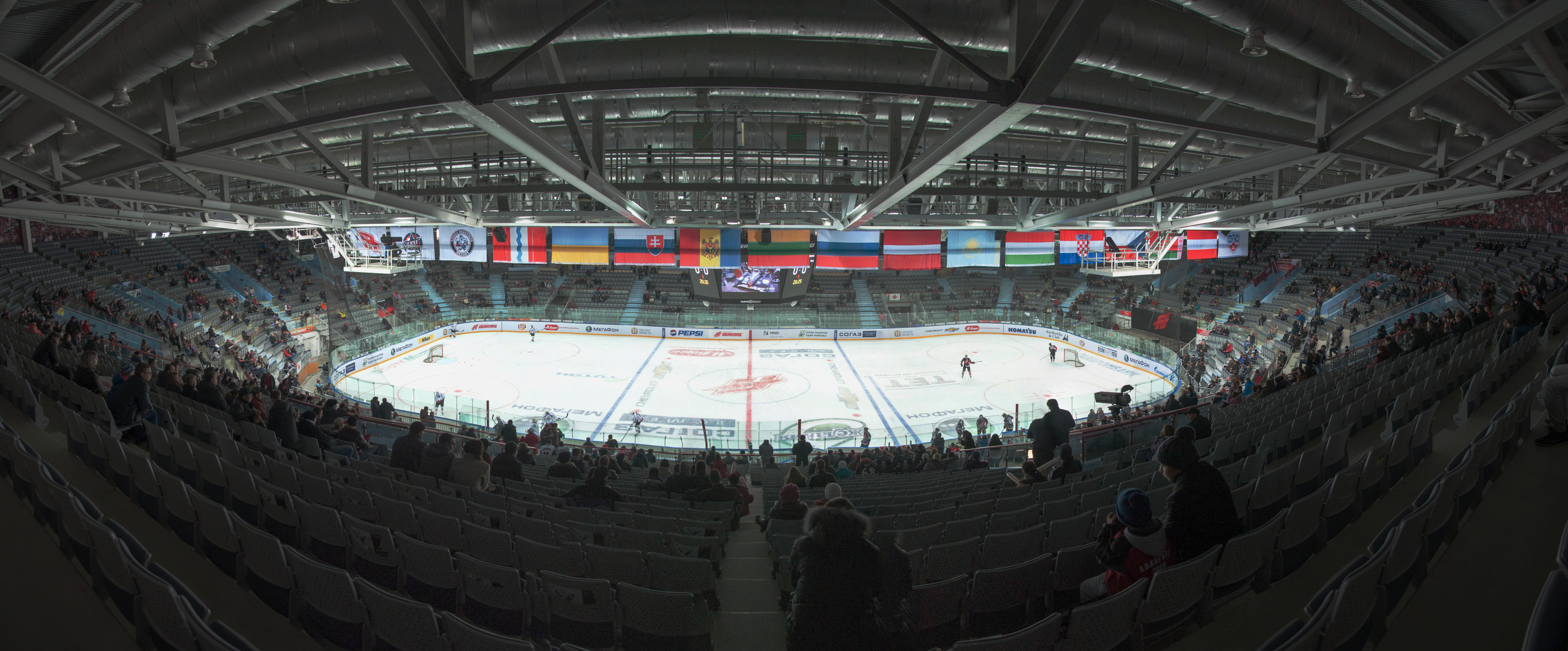
Innenansicht